# 佐藤文樹
佐藤 文樹（さとう ふみき、1912年8月10日 - 1987年6月27日）は、日本のフランス文学者、翻訳家。九州大学名誉教授。18世紀フランス文学が専門。

## 略歴
東京府東京市下谷区（現東京都台東区）生まれ。1937年東京帝国大学文学部仏文科卒、陸軍経理学校経理部嘱託。1938年東調布高等女学校教諭。1939年東大付属図書館嘱託、1944年陸軍通訳官。1948年東洋大学教授。1949年九州大学助教授、1955年教授。1962年「ペイザン・バルブニユとタンザイとネアダルネの初版刊行年」で東大文学博士。1963 - 1964年フランス政府招聘教授、第1回仏蘭西派遣教授団団長として渡仏。1968年九州大学退官、上智大学文学部教授。1983年退職。
1986年勲三等瑞宝章受章。

## 著書
- 『マリヴォー研究』（白水社） 1987

## 翻訳
- 『秩序』第1 - 3（マルセル・アルラン、弘文堂書房、世界文庫） 1940 - 1942
- 『色好み / 成上り百姓』上（マリヴォー、八雲書店） 1948
- 『父と私 彼と私』（ディドロ、八雲書店、ディドロ著作集4） 1948
- 『悩める魂』（マルセル・アルラン、角川文庫） 1953
- 『成上り百姓』（ディドロ、河出書房、世界文学全集） 1955
- 『修道女物語』（ドゥニ・ディドロ、弥生書房） 1957
- 『マリヤンヌの生涯』全4冊（マリヴォー、岩波文庫） 1957 - 1959

## 参考
- 松下和則「佐藤文樹先生の御退職に寄せて」『上智大学仏語・仏文学論集』17, i-viii, 1983-03-20